# Mianeuretus
Mianeuretus – wymarły rodzaj mrówek z podrodziny Aneuretinae.
Samice tych mrówek miały owalną, najszerszą pośrodku długości głowę o wypukłych bokach i bez narożników potylicznych. Owalne oczy miały umiarkowane rozmiary i osadzone były prawie pośrodku bocznych powierzchni głowy. Żuwaczki miały trójkątny obrys. Szerokość skrzydłotułowia była prawie równa szerokości głowy. Pomostek był silnie wydłużony, a gaster owalny.
Należą tu dwa opisane, eoceńskie gatunki:
- Mianeuretus eocenicus Dlussky & Rasnitsyn, 2003
- Mianeuretus mirabilis Carpenter, 1930